# ألكسندر ويبر
الكسندر ويبر (بالألمانية: Alexander Achten)‏ (بالإسبانية: Alexander Weber)‏ هو مبارز بالسيف أرجنتيني وألماني، ولد في 4 يناير 1978 في بيلفلد في ألمانيا.

## وصلات خارجية
- ألكسندر ويبر على موقع اللجنة الأولمبية الدولية (الإنجليزية)
- ألكسندر ويبر على موقع أوليمبيديا (الإنجليزية)